# Муфта (соединение двух участков труб)
Соединительные муфты применяются для соединения двух участков трубы, рукава, шланга. В зависимости от выполняемой функции соединительные муфты обеспечивают прочность соединения, герметичность, защиту от коррозии и т. п. Муфтами в механизмах машин обычно соединяют трубы малых диаметров (менее 10 мм), при давлениях в трубе до 2 Мн/м2 (20 кгс/см2), в этом случае концы труб развальцовывают или применяют шаровые или конические муфты.

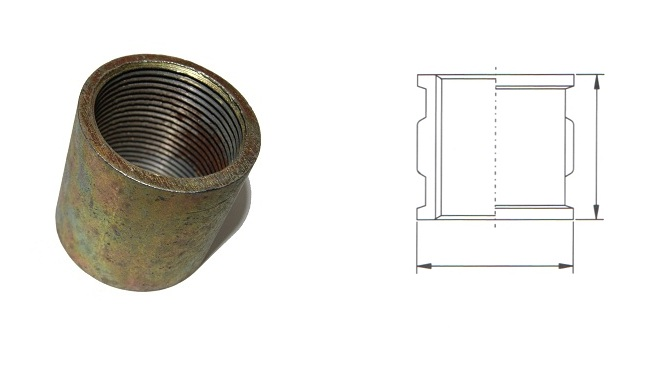
Внешний вид (слева) и чертёж в разрезе

## Классификация
По типу присоединения подразделяются на:
- сварные,
- фланцевые,
- резьбовые,
- раструбные.

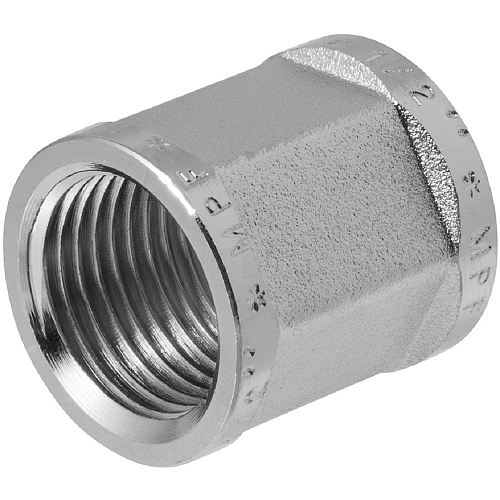
Муфта шестигранная

Резьбовая муфта представляет собой отрезок трубы со сплошным нанесением резьбы по всей длине изделия. На концах муфта имеет два подключения с внутренней резьбой. С наружной стороны по всей длине муфта имеет продольные утолщения для осуществления монтажа с помощью газового ключа. Существуют также муфты, имеющие снаружи не круглую форму, а шестигранную. Монтаж шестигранной муфты можно осуществлять как газовым ключом, так и разводным или рожковым. В сантехнике чаще всего используются резьбовые муфты из латуни или чугуна.
Муфты бывают прямые — для соединения труб одного диаметра и переходные — для соединения труб разных диаметров.
Например, рукавная арматура с фланцами: с одной стороны — фланцевое присоединение, с другой — кольцевые выточки для хомутового крепления.
Уплотнения могут быть металл-металл, из вулколана / полиуретана, в случае нержавеющей стали — из тефлона.
В пищевой промышленности обычно используют уплотнения из материалов: силикон, NBR, PTFE, EPDM.
В России муфтовое соединение в пищевой промышленности называют «молочная муфта».

## Области применения
Широко муфтовое соединения используется для соединения различных участков трубопровода, а также для присоединения насосов и насосных частей к трубопроводам, муфтовые соединения — универсальные резьбовые соединения для подключения любой трубной арматуры. 